# Keprnický potok
Der Keprnický potok, auch Bystrý potok (deutsch Vitseifen, am Oberlauf Nikischbach) ist ein linker Nebenfluss der Bělá in Tschechien. 

## Verlauf
Der Keprnický potok entspringt in drei Quellbächen am Nordhang des Keprník (1422 m) im Altvatergebirge. Seine Quellen befindet sich im Naturreservat Šerák-Keprník. Der Bach verläuft zunächst nach Nordosten und ändert am westlichen Fuße des Šerák, (1350 m) seine Richtung nach Osten. Unterhalb des Blasebalgs (Šumný) bildet der Keprnický potok eine tiefe Schlucht, in der die Chata Výrovka (Brandlehnbaude) liegt. An den Kuppen Nad Výrovkou (813 m) und Kieferhübels (Domašovský kopec, 663 m) ziehen sich linksseitig des Baches mehrere Bunkerlinien des Tschechoslowakischen Walls hin. Im Ortsteil Dolní Domašov der Gemeinde Bělá pod Pradědem (Waldenburg) mündet der Keprnický potok nach 6,6 Kilometern gegenüber der Einmündung des Borový potok (Kienseifen) in die Bělá.

## Geschichte
Während des Zweiten Weltkrieges wurde am Zusammenfluss des Rödischbaches und Nikischbaches zum Vitseifen eines von insgesamt 40 Gefangenenlagern im Gesenke errichtet. Interniert waren hier 100 Russen, die Forstarbeit leisten mussten. Zwischen 1941 und 1942 starben im Lager Vietseifen 36 Gefangene an Typhus.
Nach Kriegsende fand das Lager Rudohoří eine neue Verwendung als Internierungslager für Sudetendeutsche. 
1960 entstand gegenüber dem ehemaligen Lager zum Gedenken an die verstorbenen Russen der Waldfriedhof Rudohoří.  Außerhalb des Waldfriedhofs befinden sich seit 2003 auf einem weiteren Friedhof die Gräber von neun im Internierungslager verstorbenen Sudetendeutschen.

## Zuflüsse
- Rudohorský potok (Rödischbach) (r), am Waldfriedhof Rudohoří